# Гончі і шакали
«Гончі і шакали» або «П'ятдесят вісім лунок» — стародавня настільна гра. Знайдена археологами з Американського музею природничої історії у 2018 р. в Азербайджані на території Гобустанського заповідника. Гра схожа на нарди або ж крибедж і висічена на камені в скелі. Вік артефакту — близько чотирьох тисяч років. Подібні ігри були дуже популярні на території Месопотамії і Єгипту.
На думку британського археолога Говарда Картера, знахідка дуже схожа на настільну гру часів Аменемхета IV. Але азербайджанська гра на декілька століть давніша.